# Alfa Romeo Scarabeo
De Alfa Romeo Scarabeo is een tweedeursconceptauto van het Italiaanse automerk Alfa Romeo. De wagen werd uitgebracht in 1966, met een viercilindermotor van 1570 cm³ en achterwielaandrijving. De maximumsnelheid van de Scarabeo ligt op 200 km/u. De wagen is vernoemd naar de scarabee, een mestkeversoort.